# Hassel (Saar)
Hassel ist ein Stadtteil der Mittelstadt St. Ingbert im saarländischen Saarpfalz-Kreis. Bis Ende 1973 war Hassel eine eigenständige Gemeinde im Landkreis Sankt Ingbert. Der Stadtteil zählt ca. 3.500 Einwohner.

## Geografie
Hassel umfasst eine Fläche von 9,26 km², wovon 55,6 % von Wald und 28 % von Landwirtschaft belegt sind und liegt etwa zehn Kilometer von der Saar-Landeshauptstadt Saarbrücken entfernt. Hassel gehört zum Biosphärenreservat Bliesgau und wird durch ein ausgedehntes Waldgebiet (Sankt Ingbert-Kirkeler Waldgebiet) mit dem Griesweiher und dem Geißbachtal mit dem Sägeweiher umgeben. Das Siedlungsgebiet von Hassel wird durch den Stockweiherbach entwässert. Kurz vor seiner Mündung in den Würzbach durchfließt der Stockweiherbach den Griesweiher.
Zu Hassel gehören die Höfe Geistkircherhof, Hofgut Hochscheid, Rittershof I und Rittershof II sowie Triebscheiderhof.

## Verkehr
Hassel ist mit der Anschlussstelle St. Ingbert Mitte an die Bundesautobahn 6 angebunden.
1866 erhielt Hassel durch die Eröffnung der Würzbachbahn Schwarzenacker–Hassel Anschluss an das Eisenbahnnetz; ein Jahr später wurde die Strecke direkt bis nach St. Ingbert durchgebunden. Dabei wurde zwischen Hassel und St. Ingbert der Hasseler Eisenbahntunnel durchquert. 1895 folgte eine Neutrassierung zwischen Würzbach und St. Ingbert über Rohrbach, wodurch Hassel einen neuen Bahnhof erhielt. Diese Verbindung wird heute als Teil der Bahnstrecke Landau–Rohrbach geführt.
Seit 2003 verbindet der Stadtbus Ingo der Saar-Mobil Hassel mit den umliegenden Ortsteilen.

## Geschichte
1230 wurde Hassel erstmals in einer Urkunde des Zisterzienserklosters Wörschweiler erwähnt.
Hassel gehörte ehemals zum Amt Kirkel in Pfalz-Zweibrücken. Die Edelleute Schorr besaßen Güter zu Hassel, legten sich die Bezeichnung „von Hasel“ zu und wurden 1720 unter dem Namen „von Schorrenburg“ in den Freiherrenstand erhoben. 1771 verkaufte die verwitwete Frau von Schorrenburg das Dorf Hassel an den nassau-saarbrückischen Rat Georg Andreas Dern. 1778 gab Herzog Karl II. Hassel mit den fünf Höfen Alten-, Julianentaler-, Christianentaler-, Fronsbacher- und Mühlenhof seinem Minister Freiherr Ludwig von Esebeck zu Lehen.
„Im Jahr 1809 zählte Hassel 61 Haushaltungen (ohne die dazugehörigen Höfe).“
Als Folge des Wiener Kongresses gelangte Hassel 1816 mit dem benachbarten St. Ingbert zum Königreich Bayern. Als Folge des Ersten Weltkriegs und des Friedensvertrages von Versailles gehörte Hassel seit 1920 zum Saargebiet.
Im Zweiten Weltkrieg gehörte die damalige Gemeinde Hassel – im Unterschied zu St. Ingbert – zur „Roten Zone“ zwischen der französischen Grenze und dem Westwall. Bei Kriegsausbruch 1939 mussten die Hasseler ihre Heimat verlassen und wurden „ins Reich“ evakuiert. Thüringen, Ober- und Unterfranken waren die wichtigsten Evakuierungsgebiete. Erst im Sommer 1940 konnten die Hasseler wieder in ihre Heimat zurückkehren. Zum zweiten Mal verließen viele Hasseler ihre Heimat als die amerikanischen Truppen im Herbst 1944 sich von Frankreich her näherten. Viele kehrten erst Monate nach dem Kriegsende zurück.
Am 1. Januar 1974 wurde die bis dahin eigenständige Gemeinde Hassel im Zuge der saarländischen Gebiets- und Verwaltungsreform mit vier anderen Kommunen in die Stadt St. Ingbert eingegliedert.

## Historische Gebäude
Das Herrenhaus des Triebscheider Hofs ist der Rest einer Anlage des 18. Jahrhunderts. Das auch heute noch landwirtschaftlich genutzte Anwesen liegt zwischen Hassel und Niederwürzbach. Auf Hasseler Gemarkung, jedoch nahe dem Weiler Rittersmühle steht das Ensemble Gut Ettental mit Herrenhaus, Wohn- und Stallgebäuden aus dem 18.–20. Jahrhundert.
Von dem Jagdschlösschen, das der Freiherr von Esebeck in einem Waldtal (Schlossdell) erbauen ließ, lassen sich nur noch Spuren erkennen. Es wurde durch französische Revolutionstruppen zerstört. Das alte Waschhaus im Unnerdorf (ähnlich dem erhaltenen Waschhaus in Oberwürzbach) fiel dem Bau eines Kneippbeckens zum Opfer.

### Schulen
Im Jahr 1809 gab es in Hassel ein Schulhaus für alle drei Konfessionen (Katholiken, Reformierte, Lutheraner) gemeinsam. Zu der Schule gehörten auch 1 Garten, 8 Morgen Ackerland und 1 Morgen Wiese. Da Hassel dem zweibrückischen Recht unterlag, musste der Lehrer reformiert sein, aber die Kinder in ihrer jeweiligen Religion „getreulich nach ihren Religionsgrundsätzen unterrichten“. In Hassel gab es mehrere Schulgebäude, von denen noch einige erhalten sind. Auf dem Marktplatz stand ein Schulhaus, das 1945 dem Krieg zum Opfer fiel. In der Lindenstraße (früher Hauptstraße) befanden sich zwei Schulhäuser, von denen eines bis 2015 als Wohnhaus genutzt, Ende 2015 aber abgerissen wurde. An der Stelle des anderen befindet sich die Filiale der Kreissparkasse. Wo heute das Rathaus steht, befand sich früher ebenfalls ein Schulhaus. Die frühere Eisenbergschule I (1951 eingeweiht) wurde an ein Unternehmen verkauft, das Seminare und Schulungen veranstaltet. Nur noch die Eisenbergschule II beherbergt bis heute die Grundschule.

### Westwallbunker
In Hassel und Umgebung wurden einige Westwallbunker errichtet. Einige sind erhalten und noch heute erkennbar, teilweise überbaut, wie in der St. Ingberter Straße. Andere sind nach dem Zweiten Weltkrieg gesprengt worden, von manchen wurden die Ruinen beseitigt. Nahe am Geistkircherhof sind die Ruinen noch zu sehen.

## Name

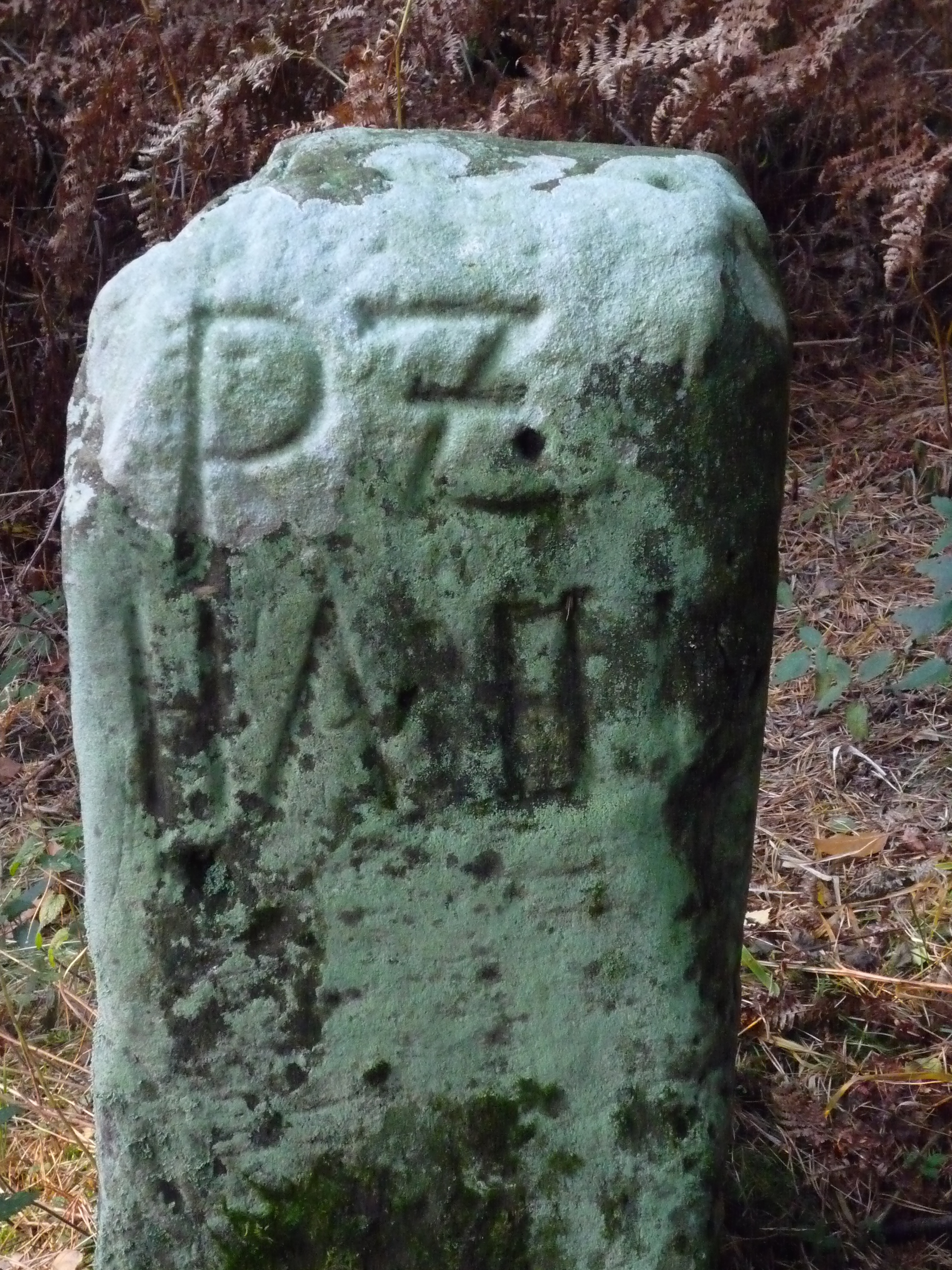
Grenzstein auf dem Kahlenberg; P(falz) Z(weibrücken) HASELL

Die Aussprache des Namens „Hassel“ weist eine Besonderheit auf. Entgegen der Schreibweise mit zwei „s“, die üblicherweise eine Aussprache mit kurzem „a“ bedeutet, wird der Ortsname tatsächlich als „Hasel“, also mit einem langen „a“ ausgesprochen. Dass diese Aussprache die historisch ursprüngliche ist, lässt sich leicht an alten Karten nachweisen.
Die Landkarte von Tilemann Stella von 1564 verzeichnet „Hasel“ als Ortsnamen. Ebenso die Schmitt’sche Karte von Südwestdeutschland von 1797, deren Original sich im Kriegsarchiv Wien befindet. Die Schreibweise „Hassel“ lässt sich zum ersten Mal nachweisen auf den „Karten des Canton Bliescastel“ herausgegeben von Franz J. Much 1804/05. Es handelt sich dabei um die französische Schreibweise, bei der die Konsonanten nach einem langen Vokal verdoppelt werden. Ähnliches findet sich bei Ortsnamen in Lothringen (Waldwiese – Waldwisse) und im Elsass (Reichshofen – Reichshoffen, Oberhofen – Oberhoffen). Die Karte der Rheinlande (Feuille 14 „Deux Ponts“) von Jean Joseph Tranchot (1840), ebenfalls eine französische Karte, schreibt auch „Hassel“. Dagegen behält die Karte des Königlich Bayerischen Generalstabs von 1863 (im Maßstab 1:25.000) die Schreibweise „Hasel“. Erst der „Topographische Atlas von Bayern“, Blatt 108 (Zweibrücken West) von 1867 schreibt als erste deutsche Karte „Hassel“.

## Kirchen
In Hassel gibt es die Evangelische Kirche Hassel und die katholische Herz-Jesu-Kirche.

## Politik

### Ortsrat
Bei den Kommunalwahlen am 9. Juni 2024 ergab sich folgendes amtliche Endergebnis:
| Parteien und Wählergemeinschaften | Parteien und Wählergemeinschaften           | Sitze 2024 |    |
| CDU                               | Christlich Demokratische Union Deutschlands | 6          |    |
| SPD                               | Sozialdemokratische Partei Deutschlands     | 3          |    |
| FAMILIE                           | Familienpartei Deutschlands                 | 1          |    |
| FW                                | Freie Wähler                                | 1          |    |
| Gesamt                            | Gesamt                                      | 11         | 11 |

### Ortsvorsteher
- Markus Hauck (CDU)

## Vereine und Veranstaltungen
Zu den zahlreichen Vereinen und Gruppierungen des Ortes gehören die Feuerwehr, der Obst- und Gartenbauverein, der Osterhasenverein, der Heimat- und Verkehrsverein, die Wander- und Naturfreunde, der Karnevalsverein, der Gesangverein 1881, der Kuckucks-Chor, die Reservistenkameradschaft, der Angelsportverein, der Skiclub sowie die katholische und evangelische Kirchengemeinden mit Pfadfindern und den Kirchenchören.
Die SG Hassel, seit Juli 2020 ein reiner Fußballverein, wurde 1950 und 1952 saarländischer Meister im Feldhandball.
Wiederkehrende Veranstaltungen sind der Hasseler Fastnachtszug "HaFaZu", die Kappensitzung, das Dorffest mit Kirmes, der Flohmarkt, der Weihnachtsmarkt und das „Grombeerbrode“.